# Пепи Енглиш
Пепи Франц/Йохан Енглиш (на немски: Englisch), известен повече само като Пепи Енглиш, е български алпинист, скиор и пещерняк.
Пионер е на българския алпинизъм, прокарал някои от първите маршрути (турове) за алпийско катерене в българските планини чрез свои премиерни изкачвания през 30-те години на XX век. Той е също сред първите изявени ски състезатели в България с множество класирания на ски състезания през 20-те и 30-те години. След Деветосептемврийския преврат е забранено да се споменава за него, но неговите съвременници алпинисти са единодушни в оценката си, че е бил най-изявеният катерач. 

## Биография
Енглиш е известен в спортните среди като Пепи Енглиш и така се споменава в спортната преса. По официални документи, пълното му име е Пепи Франц Енглиш и е български поданик. В други, отново официални документи, се среща като Пепи Йохан Енглиш. Във вестника на чехословашкия алпийски клуб от 1936 г. малкото му име се посочва като Йозеф (на чешки: Josef Englisch). Очевидно става дума за Пепи Енглиш, тъй като не е известен негов роднина или друг български алпинист с подобна фамилия, а въпросният Йозеф е представен като най-личният български алпинист и „началник (председател) на българския алпийски клуб в София“.
По спомени на съвременници, пълното му име е било Петер, бил е роден през 1910 г. като баща му е бил австриец от свитата на цар Фердинанд, а майка му – българка. В младежките си години е бил член на „Бранникъ“, където води секцията по алпинизъм. Липсват преки данни за много от тези детайли.
Роден е в гр. Русе, но в младежките си години се премества да живее в София, където открива спортен магазин, по официална справка на Община Русе.
Между 1936 и 1941 г. работи в Дирекция на трамваите и осветлението към Столичната община. Напуска работа на 11 февруари 1941 г. поради преминаване на служба в германската армия. Няма данни за него след 1941 година и не е известна съдбата му. През 1945 година неговата къща на ул. „Уошбърн“ в София е експроприирана от Служба „Надзор върху неприятелските имоти в България“ към Министерство на търговията и отдадена под наем за квартален клуб на Градския комитет на БРП (комунисти). Според друго сведение изчезва след идването на комунистите на власт. Според проучване на Румен Дамянов в Шамони, в периода 1947 – 1948 г. български алпинист е живял там и катерел сам по Дрю и Егюий Верт; след това изчезнал безследно.
По време на комунистическия режим по политически причини е забранено да се пише и говори за Пепи Енглиш и много от постиженията му остават скрити. Въпреки това през 70-те години всички от най-активните алпинисти от онази епоха твърдят единодушно: „Пепи беше най-изявеният ни катерач“.

## Спортни постижения
В младежките си години Енглиш е изключително активен скиор, катерач и планинар, както и пещерняк, като е сред пионерите за България на всеки от тези спортове и изследователски дейности.

### Алпинизъм и скално катерене
През 30-те години на XX век осъществява първи изкачвания по турове за скално катерене в района на Гара Лакатник и Комините на Витоша. Осъществява премиерни изкачвания: туровете „Ръбът“, „Големия винкел“ на Комините, „Жълтата цепка“ и „Германецът“ (Германския тур) на Лакатник, в района на Черепиш и много други.
През септември 1934 г. заедно с Мария Въжарова и Любен Телчаров изкачват западното крило на Северната стена на Мальовица, като за първи път в България прилагат във високата планина алпийската техника на клина.
През лятото на 1935 г. осъществява премиерни алпийски изкачвания в стил скално катерене по скалистия Мальовишки дял на Рила. Изкачена е южната стена на Елени връх (вр. Еленка). Заедно с немските алпинисти Херман Хунд и Тони Видеман, гости на Българския алпийски клуб (БАК) осъществява премиерни изкачвания по следните турове за алпинизъм, използвани и до днес:
- връх Орловец, премиера по Класическия тур, 20 юни 1935 г.;
- връх Злия зъб, премиера по Класическия тур, 21 юли 1935 г.

През лятото на 1936 г. гости на Българския алпийски клуб са известният италиански алпинист Пиеро Жилионе (Piero Ghiglione) и чешкият катерач Рудолф Пилат (Rudolf Pilát), председател на Чехословашкия алпийски клуб. Водени от Енглиш, те предприемат редица технични изкачвания в българските планини и скални масиви – Лакатник, Черната скала и в Мальовишкия дял на Рила, където изкатерват Северната стена на вр. Орловец. Посещението е отразено в сп. „Български турист“, както и във вестника на чехословашкия алпийски клуб, а Пиеро Жилионе подробно описва изкатерените обекти в своята мемоарна книга „Моите изкачвания по петте контитента“.
През 1937 г. е приет за член-кореспондент на чехословашкия алпийски клуб под името Josef Englisch.
През 1938 г. той и именитият френски алпинист Раймон Лайнингер правят опит по Северната стена ма Мальовица, но по средата са застигнати от гръмотевична буря и слизат на рапел.
Пепи Енглиш обучава много алпинисти. Петър Петров – Фараона казва: „Ние всички щяхме да сме нищо без Инглиш. Всички сме негови ученици. Който говори друго, си криви душата. И Стефан Попов беше важен за нас, но Стефан Попов е идеологът на българското планинарство, докато техникът беше Инглиш. <…> Той ни учеше на възлите, учеше ни как да биеме клинците и да заклещваме мертеците. Той донесе от Австрия, докъдето често пътуваше, въжета, карабини, котки, ледокопи и прочие. Учеше ни на рапели, пособията на Дюлфер… Дължим му всичко. И по ски алпинизма пак той ни запали. Белковски-Белката, като се върна от Гренобъл, където е бил гид, и той се учеше от Инглиш. Защото в стенните изкачвания нямаше по-добър и по-опитен от Инглиш“.

### Ски спортове
През 20-те и 30-те години на ХХ век взима участие в редица ски-състезания, като винаги се класира в някое от предните места.
- 1927 г. завършва втори от 8 състезатели на състезание по ски-надбягване (ски-бягане) на трасе от 6 km при х. Алеко;[16]
- 1935 г., второ място в дисциплина спущане на международно състезание по писта „Стената“ при х. Алеко на Витоша;[17]
- 1936 г., 13-о място в дисциплина слалом от 27 състезатели на състезание в м. „Улея“ под вр. Мусала;[18]

Участва в демонстрационни състезания по ски-скокове при освещаването на новите ски-шанци в кв. Княжево и в с. Лъджене (сега част от Велинград). По време на строежа на витошката шанца в кв. Княжево, Пепи Енглиш е технически ръководител на доброволни начала от името на Софийски ски клуб.
Получава контузия на състезание по скиоринг (теглене на скиор от кон) на 15 януари 1940 г. Въпреки това, само седмица по-късно успява да избегне малка лавина тип „дъска“ при държавно първенство по ски, алпийска комбинация, под вр. Алеко в Рила, и успява да спаси Емил Влайчев, кореспондент на вестник Спорт, като го изравя от снега.
Член на Управителния съвет на Софийски ски клуб от 1934 до 1935 г.
През 1935 г. е избран в Контролната комисия на Софийския ски клуб. През 1940 г. е завеждащ спорта при Българския ски съюз.

### Спелеология
Заедно с Никола Бобевски проучват пещерите около гара Лакатник. Той е сред първите изследователи на технически по-трудните части от пещерата Темната дупка. По инициатива на Енглиш първи преминават езерата в тази пещера, които и днес са наричани „Езерата Пепи“, с направена от тях дървена лодка с газени тенекии, завързани отстрани. Пепи Енглиш, заедно със Стаменов и Аджаров, първи се спускат с въже във вертикалната пещера (пропаст) Бездънния пчелин до с. Нановица (над гр. Ябланица), най-дълбоката в България по това време.